# Hold-up (film, 2020)
Pour les articles homonymes, voir Hold-up (homonymie).
Pour plus de détails, voir Fiche technique et Distribution.
Hold-Up : Retour sur un chaos est un film documentaire français de propagande pseudoscientifique. Produit par le conspirationniste Pierre Barnérias ainsi que par Nicolas Réoutsky et Christophe Cossé, il sort le 11 novembre 2020 sur Vimeo. Il met d'abord en avant des controverses autour de la pandémie de Covid-19 telles que l'utilité des masques, du confinement, des traitements comme l'hydroxychloroquine, pour développer dans une seconde partie la théorie d'un complot mondial qui aurait créé la maladie à coronavirus 2019 pour éliminer la moitié de l'humanité et asservir les survivants.
Malgré l'arrêt de la diffusion sur Vimeo, le film est partagé de manière virale sur les réseaux sociaux. Les médias et les universitaires critiquent quasi-unanimement son conspirationnisme, du fait des nombreuses fausses informations qu'il contient et de ses conclusions complotistes. Il participe à ce titre à la désinformation sur la pandémie de Covid-19.

## Synopsis
Le film s'en prend à la gestion sanitaire et politique de la pandémie de Covid-19 mondialement et tout particulièrement en France, puis selon CheckNews « finit par évoquer, dans la plus grande confusion, une conspiration mondiale ». La thèse principale est que le Forum économique mondial se sert de la Covid-19, dont le virus SARS-CoV-2 aurait été fabriqué par l’homme, dans le cadre d’un plan global appelé Great Reset, pour soumettre l'humanité.

## Fiche technique
- Titre : Hold-up : Retour sur un chaos
- Réalisation : Pierre Barnérias et Nicolas Réoutsky
- Scénario : Pierre Barnérias
- Musique : Thibault Savail / Anne-Sophie Versnaeyen, Gabriel Saban et Philippe Briand / Dany Plaud & Sylvain Legeai
  - Générique interprétée par : Thibault Savail
- Photographie : Nicolas Eprendre, Pierre-Olivier Bonnasse, Eric Périssé
- Montage : André Billaud
- Son : Yannis Banevanakis, Benjamin Haïm
- Production : Christophe Cossé[4]
- Société de production : Tprod, Tomawak[5]
- Budget : 500 000 €
- Pays d'origine :  France
- Langue originale : français
- Format : couleurs
- Genre : documentaire
- Durée : 163 min
- Date de sortie : 11 novembre 2020 (sur Internet)

## Intervenants

### Interviewés
Trente-sept personnes sont interviewées dans le documentaire par l’équipe de production du film. Selon Mediapart et Rudy Reichstadt, une partie des intervenants appartient à l'extrême droite ou en est proche,.
1. Xavier Azalbert : directeur de la publication du site FranceSoir, plateforme par ailleurs dénoncée pour son relais fréquent d'informations fausses ou trompeuses[8],[9] ;
2. Miguel Barthéléry : docteur en médecine moléculaire, promoteur du crudivorisme comme moyen de prévenir le cancer[10], condamné en 2021 pour « exercice illégal de la médecine » et « usurpation du titre de médecin » à la suite du décès de plusieurs patients[11]. ;
3. Ariane Bilheran : psychologue clinicienne ;
4. Édouard Broussalian : médecin généraliste et homéopathe ;
5. Carlo Alberto Brusa : avocat, créateur de l’association Réaction 19, une des figures de la résistance autoproclamée à la « dictature sanitaire »[12], ancien candidat de Forza Italia et depuis soutien de l’extrême droite italienne de Matteo Salvini, intervenant régulier sur la chaîne russe RT[7] ;
6. Valérie Bugault : docteur en droit privé, habituée de la « Fête du pays réel » de Civitas, association religieuse catholique traditionaliste devenue parti politique d'extrême droite, et participante en 2020 au cycle de formation d’Égalité et Réconciliation, dirigée par l'essayiste antisémite Alain Soral[7] ;
7. Régis de Castelnau : avocat
8. Luigi Cavanna : directeur du service oncologie de l'hôpital de Piacenza ;
9. Nathalie Derivaux : sage-femme ;
10. Philippe Douste-Blazy : professeur de médecine en immunologie, cardiologue et ancien ministre de la Santé ;
11. Louis Fouché : médecin anesthésiste-réanimateur à l’Hôpital de la Conception de Marseille[13] ;
12. Jean-Bernard Fourtillan : professeur et expert[réf. nécessaire] en pharmacologie et toxicologie, retraité depuis 2008[14], militant anti-vaccin[15] et poursuivi par ailleurs pour essais médicaux clandestins[16]. Il a été interné dans un hôpital psychiatrique dans le Gard en décembre 2020[17] ;
13. Reiner Fuellmich, avocat, présenté comme « membre de la commission d’enquête extra-parlementaire allemande sur le Covid-19 », un des fondateurs d'ACU 2020, une association qui milite pour la fin des mesures exceptionnelles en lien avec le Covid[18].
14. Florian Gomet : coureur hygiéniste[19], présenté comme aventurier ;
15. Violaine Guérin : endocrinologue et gynécologue, cofondatrice du collectif laissons les médecins prescrire
16. Michel Granarolo : pharmacien ;
17. Alexandra Henrion-Caude : généticienne, ancienne directrice de recherche à l'INSERM, Eisenhower Fellow en 2013[20], connue pour ses prises de positions maintenant dénoncées par une série de scientifiques ainsi que par l'Inserm[21],[22], proche des milieux catholiques[23],[24],[25] et intervenante occasionnelle, depuis la pandémie, de la chaîne d'extrême droite TV Libertés[7] ;
18. Michael Levitt : biophysicien, chimiste et prix Nobel de chimie ;
19. Mamadou : chauffeur de taxi parisien ;
20. Jean-Dominique Michel : présenté comme anthropologue de la santé dans le documentaire[26] mais en fait blogueur sur le site de la Tribune de Genève, secrétaire général de l'association Pro Mente Sana[27], « expert autoproclamé » aux prises de positions complotistes selon L'Express[28] ;
21. Luc Montagnier : biologiste virologue, prix Nobel de médecine, désavoué depuis le début des années 2000 par la communauté scientifique[29],[30] pour ses prises de positions complotistes sur le SIDA ou les vaccins ;
22. Christian Perronne : professeur de médecine, adepte des « théories alternatives », faisant l'objet de poursuites par l'ordre des médecins pour ses déclarations polémiques sur l'épidémie[31] et démis de ses fonctions le 17 décembre 2020[32] ;
23. Monique Pinçon-Charlot, sociologue qui dénoncera une « instrumentalisation » de ses propos[33] ;
24. David Pliquet : ingénieur et chef d’entreprise spécialisée dans le numérique ;
25. Serge Rader : ancien pharmacien, militant anti-vaccin ;
26. Gonzague Retournay : cardiologue ;
27. Michel Rosenzweig : psychanalyste et philosophe ;
28. Astrid Stückelberger : docteure en psychologie et sciences de l'éducation et consultante, spécialiste du vieillissement ;
29. Laurent Toubiana : épidémiologiste, chef de file des « rassuristes » niant l'existence d'une seconde vague de l'épidémie[34] ;
30. Nadine Touzeau : profileuse autoproclamée, condamnée en 2014 pour escroquerie à l'encontre de parents d'un jeune homme s'étant suicidé[35] ;
31. Pascal Trotta : présenté dans le documentaire comme lanceur d'alerte[26], homéopathe, radiologue et nutritionniste ;
32. Claude Veres : dermatologue ;
33. Olivier Vuillemin : expert autoproclamé en fraude scientifique et en métrologie de la santé[36] ;
34. Martine Wonner : médecin psychiatre et députée, cofondatrice du collectif laissons les médecins prescrire, considérée comme l'un des porte-étendard de la mouvance conspirationniste[37] ;
35. Michael Yeadon : ancien directeur de la recherche chez Pfizer ;
36. Homme anonyme présenté comme une « source de l’Agence de sûreté nucléaire ».

#### Liens avec la nébuleuse QAnon
À la fin, le documentaire s'appuie sur « le club de L’Info en QuestionS », qui a sollicité ses spectateurs pour financer Hold-up et qui est représenté par le chef d’entreprise et ancien youtubeur Silvano Trotta, ainsi que par la blogueuse Ema Krusi, femme d’affaires suisse ; tous deux sont proches de la nébuleuse complotiste QAnon en Europe. C'est aussi le cas de Valérie Bugault et d'Astrid Stuckelberger.

#### Désolidarisations
- Selon Philippe Douste-Blazy, Hold Up lui a été « présenté comme un documentaire sur l'épidémie de Covid-19 », et n'ayant pas vu le documentaire, il affirme s'en désolidariser s'il comporte « le moindre caractère complotiste », ajoutant que « la crise sanitaire que nous traversons est suffisamment grave pour ne pas ajouter de la confusion aux moments douloureux que nous vivons. »[39]. Scandalisé, il demande finalement à être retiré du documentaire[40]. Il déclare notamment le 16 novembre : « Le fait d’être présent fait dire que je suis d’accord avec trois choses qui m’ont scandalisé. D’abord que la pandémie serait connue et prévue depuis 3, 4, 5 ans. Que Bill Gates, patron de Microsoft, avec qui j’ai travaillé dans l’association que j’ai fondé, l’UNICEF, profiterait de la pandémie pour gagner de l’argent. Ça, j’avoue que je n’en reviens toujours pas. Et enfin que c’est l’institut Pasteur, qui est l’un des plus grands fleurons de la science mondial, qui aurait fabriqué le virus. Ce n’est pas dit comme ça et c’est pour ça que c'est très fort, c’est que c’est insinué. »[41].
- Monique Pinçon-Charlot demande également à être retirée et évoque une « instrumentalisation » de ses propos qui ont selon elle été tronqués, dénonçant « un montage choc au service de l'émotion et de la colère ». La sociologue présente publiquement ses excuses pour avoir employé « le terme inapproprié d’holocauste au lieu de celui d’extermination »[42].

### Montrés ou cités dans le documentaire
Liste de personnes montrées dans des séquences du film (dans des images d'archives) ou citées, avec leurs fonctions au moment de la sortie du film :
- Tedros Adhanom Ghebreyesus : directeur général de l’OMS
- Laurent Alexandre : haut fonctionnaire et médecin de formation, entrepreneur, écrivain et militant politique[43], créateur de Doctissimo
- Jacques Attali : écrivain, chef d'entreprise, économiste et haut fonctionnaire
- Agnès Buzyn : ancienne ministre française des Solidarités et de la Santé
- Anthony Fauci : immunologue américain, membre de la cellule de crise de l'administration Trump sur le coronavirus
- Bill Gates : fondateur de Microsoft et de la fondation Bill-et-Melinda-Gates
- Emmanuel Macron : président de la République française
- Li-Meng Yan : virologue chinoise accusant son pays d'avoir fabriqué le virus
- Didier Raoult : spécialiste français des maladies infectieuses, professeur de microbiologie à la faculté de médecine et à l'institut hospitalo-universitaire de Marseille (IHU).
- Silvano Trotta : youtubeur complotiste[44],[45]
- Olivier Véran : ministre français des Solidarités et de la Santé

## Production et diffusion

### Financement
Selon Tristan Mendès France, de l’Observatoire du conspirationnisme, « les plateformes participatives de financement permettent à des groupuscules marginaux, des militants de clavier, de changer d’échelle dans la toxicité de leurs propos et de leur parole ».

#### Ulule
Du 17 août au 1er octobre 2020, le film a été financé par une campagne de financement participatif sur Ulule à hauteur de 182 970 €. L’équipe de production a perçu 169 138 €, étant donné qu'Ulule prélève 10 % de commission de la somme récoltée. Le projet promet de diffuser librement le film une fois l’équilibre financier établi.
Le 11 novembre, Alexandre Boucherot, fondateur de Ulule, déclare sur Twitter : « Le projet a été pitché le 11 août sur la plateforme. Il s'est lancé le 17 août. Très vite on s'est rendus compte qu'il débordait du cadre initial supposé (le pluralisme des voix) pour devenir un étendard de thèses complotistes très éloignées de ce que l'on défend sur Ulule ». Il ajoute qu'il souhaite via Ulule ne fournir aucune publicité et que les 10 % de commission seront reversés à une « association de défense de l'information »,.

#### Tipeee
Un second financement lancé le 9 novembre 2020 sur la plateforme Tipeee génère des promesses de soutiens jamais vues sur celle-ci, arrivant dès le 16 novembre à plus de 147 000 € par mois. Le projet n'est pas encore validé par la plateforme à cette date,,,. Le 25 novembre, plus de 150 000 € par mois sont prévus, proposés par plus de 8 000 personnes. Mais le projet n'est toujours pas validé. Un message du site prévient : « Nous avons reçu un grand nombre de signalements à propos de potentielles fausses informations présentes sur cette page ou les contenus vers lesquels elle redirige.
Nos équipes sont en contact avec les organismes compétents pour juger de la licéité des contenus proposés par le créateur et de la légitimité à les faire financer sur la plateforme. D'ici à ce que nous obtenions une réponse formelle, nous vous invitons à la prudence et à vérifier la véracité des informations que vous consultez en vous référant notamment aux recommandations du gouvernement. »,.
Le 31 décembre, Tipeee semble avoir versé près de 147 000 euros aux producteurs. Le fondateur de la plateforme, Michael Goldman, assume ce choix.

### Diffusion et promotion
Le 7 novembre 2020, le film est diffusé en avant-première à ses cofinanceurs, sur Vimeo. Le film sort officiellement le 11 novembre 2020 en vidéo à la demande sur Vimeo, et est supprimé un jour plus tard par Vimeo. La société de production Tprod présente le message reçu selon eux de Vimeo : « Vous ne pouvez pas mettre en ligne des vidéos mettant en scène ou encourageant des actes d’automutilation, prétendant à tort que les catastrophes de grande ampleur sont des canulars, et émettant des allégations erronées ou mensongères concernant la sécurité des vaccins. » L'équipe du film réagit en dénonçant une censure et le film est mis en libre accès sur la plateforme Odysee — contre la volonté des producteurs qui se plaignent d'un « piratage » —,,, ce qui entraine un effet Streisand (2 746 000 vues),. Dailymotion choisit également de supprimer le film de sa plateforme,.
Le 14 novembre, Tprod diffuse l’un des premiers bonus du reportage : la version longue de l’interview de Christian Perronne qui fait plus de 150 000 vues.
En mai 2021, Hold-up totalise plus de 12,5 millions de vues à travers douze versions complètes mises en ligne sur YouTube. Le consortium belge EU DisinfoLab, qui se présente comme une organisation indépendante luttant contre les « campagnes de désinformation sophistiquées visant l'UE [et] ses États membres », estime que « les efforts de YouTube pour réduire la diffusion de ce documentaire nuisible ont été au mieux extrêmement lents », et souligne que Thana TV, la chaîne YouTube de Tprod, la société de production de Hold-up, présentait déjà des éléments de désinformation sur la pandémie de Covid-19 avant la sortie du documentaire sans faire l'objet d'une modération par YouTube. Thana TV, devenue Hold-up média, est fermée par les équipes de modération de YouTube le 9 février 2021. YouTube France assure que les équipes de la plateforme ont supprimé « plus de 800 000 vidéos liées à des informations médicales dangereuses ou trompeuses sur la Covid-19 » en 2020, et que celle-ci continuera à « supprimer rapidement les vidéos » qui violent son règlement dès lors qu'elles sont signalées.
C'est la première fois qu'un film complotiste est analysé dès sa sortie par les médias.
Le jour de la sortie du documentaire en vidéo à la demande sur la plateforme Vimeo, le producteur Christophe Cossé est reçu sur CNews par Pascal Praud dans son émission L'Heure des pros : si le terme de « complotisme » est prononcé plusieurs fois par Pascal Praud et le critique Olivier Benkemoun qui met en cause l'absence de source pour les chiffres et de contradictoire dans Hold-up, Arrêt sur images souligne que « l'émission diffuse trois longues bandes-annonces du film transmises par la production, indique sa date de sortie et la plateforme sur laquelle il est diffusé », estimant ainsi que « de fait, elle assure sa promotion »,. Christophe Cossé est reçu le même jour sur Sud Radio par André Bercoff qui vante un « documentaire très fort, très très fort », « bourré de faits et d'informations ».
De nombreux enseignants expriment leur désarroi pour contrer son influence auprès de leurs élèves.
Le 15 novembre, Marine Le Pen déclare sur BFM TV que, si elle « ne croit pas (à ses) conclusions », elle est toutefois « frappée par l'hystérie autour du documentaire », « entre ceux qui ont considéré cela comme parole d'évangile et ceux qui veulent faire un autodafé ». Refusant néanmoins toute forme de censure, elle estime enfin que « la liberté d'expression ne consiste pas à ce que tout le monde soit d'accord. Chacun peut regarder ce documentaire et se faire son opinion ». Sébastien Chenu, porte-parole du Rassemblement national, affirme ne pas croire aux thèses avancées par Hold-Up, mais « défend un droit au doute de la parole publique ». Sur RTL, Natacha Polony, tout en reconnaissant que certaines thèses du documentaire « sont totalement délirantes, en s’appuyant parfois sur de fausses informations », souhaite que l'on « arrête de traiter d'abrutis ceux qui ont regardé Hold-up » et appelle à « [rétablir] du débat démocratique là où il doit avoir lieu ».
Une version « augmentée » du documentaire, Hold-up +, sort en février 2021. Elle contient le retrait des intervenants qui se sont désolidarisés, Philippe Douste-Blazy et Monique Pinçon-Charlot, et l’ajout de deux intervenants, un docteur en mathématique et Louis Fouché.
Le 4 juin 2021, Hold-up est diffusé pour la première fois dans les salles de cinéma des Cinémas Guzzo,,.

### Affiche du film
L’affiche représente un homme et une femme portant des masques de protection avec des pics de virus qui en dépassent. Les deux personnes sont présentées comme aveuglées, avec les logos de l’Agence France-Presse, CNews, BFM TV et TF1 à la place de chaque œil,.
Sur CNews, Pascal Praud présente le producteur du documentaire, Christophe Cossé, comme l'inventeur de La Carte aux trésors, sur France 3 et de « Thanatos, l'ultime passage », « première enquête cinématographique sur l’au-delà ». Après l'interview du réalisateur sur CNews, l’affiche du film, qui montre un homme et une femme masqués des logos de l’AFP, CNews, TF1 et BFM TV à la place des yeux, est changée, et CNews est remplacée par son concurrent LCI.

## Accueil

### Affaires judiciaires

#### Condamnation de Pierre Barnérias
À la suite d'une plainte pour « diffamation publique » déposée par Karine Lacombe  contre Pierre Barnérias après la parution du film Hold-up, un procès se tient en avril 2024. Pierre Barnérias, incapable d'étayer ses dires devant la cours, finissant par reconnaître une confusion avec une homonyme, est condamné à 2 000 € de dommages et intérêts, 2 000 € au titre des frais engagés par la partie civile et 500 € d'amende avec sursis.

#### Plainte contre l'Agence France-Presse
En 2021, dans un article de vérification l’Agence France-Presse (AFP) démontrait que Hold-up +, contenait « des informations fausses et trompeuses ». En octobre 2024, la plainte de Pierre Barnérias contre l'AFP est invalidée par le tribunal correctionnel .

### Accueil positif
Mediapart souligne que le documentaire a été « salué et abondamment relayé par toute la fachosphère ».
Sur Twitter, Ivan Rioufol, journaliste au Figaro, déclare : « Le spectaculaire succès du documentaire contesté sur le Covid-19, Hold-Up, est l’expression d’un rejet de la pensée unique imposée par l’ordre sanitaire. Cette fronde populaire annonce d’autres insurrections ».
Le site web FranceSoir, considéré comme complotiste entre autres par Le Télégramme, Libération, Le Monde et Conspiracy Watch, et dirigé par Xavier Azalbert, soutient largement le film et lui donne une audience importante.
Des personnalités, telles que Sophie Marceau, Alain Houpert, Carla Bruni, Juliette Binoche, Stomy Bugsy, Booba, Maxime Nicolle et le quotidien régional Le Parisien ont partagé le film sur les réseaux sociaux, ce qui a produit des réactions mitigées et un tollé,. Le 13 novembre, le chanteur Christophe Willem dénonce la censure du documentaire au nom de la liberté d'expression.
Selon le journal Causeur, si le documentaire « présente des contre-vérités et défend la thèse d’un complot, il pose aussi des questions cruciales sur la crise sanitaire ». Le même journal estime le 8 décembre que « La censure ne fait que mettre de l'huile sur le feu ».

### Accueil négatif
La présidente déléguée des députés LREM Coralie Dubost dénonce un documentaire que les députés Laetitia Avia et Mounir Mahjoubi qualifient de « fausses informations », le ministre des Comptes publics, Olivier Dussopt, de documentaire « délirant », et Olivier Becht, de « déni de la réalité ».
Pour Quotidien qui dénonce le documentaire, une pandémie reste le sujet parfait pour les complotistes.
Sur France 5, dans l'émission C à Vous, Alain Finkielkraut dénonce la folie moderne de la rationalité.
Sur LCI, Olivier Mazerolle parle d'une « insulte pour les médecins réanimateurs qui se battent constamment pour vaincre la mort ».
Le Progrès analyse la polémique créée par ce film, en mentionnant ses incohérences et ses mensonges.
Sur LCI, le généticien Axel Kahn affligé par le documentaire s'interroge : « Qu’avons-nous manqué, nous les intellectuels, scientifiques et vulgarisateurs de la fin du XXe siècle ? (...) j’ai donné d’innombrables conférences, suis allé dans des centaines de lycées, ai une expérience professionnelle de la télé et de la radio. La réceptivité à mes messages a décliné. La pente s’est accentuée dans la société du XXe siècle. Et on est dans cette France qui me fait mal ».
Selon CNews, c'est un « documentaire complotiste » qui provoque des « débats houleux sur Internet » entre ceux qui dénoncent sa nature conspirationniste et ceux qui « louent la clairvoyance du documentaire ».
Paul Conge et Étienne Girard, le 14 novembre dans Marianne, démontent en profondeur le documentaire, dans ses méthodes et ses conclusions. Selon eux, Hold up s'appuie sur des « sources falsifiées » et des « experts décriés ». Finalement, ce film serait un « fourre-tout ».
Selon les Dernières Nouvelles d'Alsace, « […] le malaise avec Hold-up provient du fait que les réponses précèdent, voire ignorent les questions. En somme, tout a été mal fait pour contrer une pandémie qui a de toute façon sans doute été inventée ou déclenchée, au profit d'une élite pour se débarrasser des "inutiles", dans un complot fourre-tout. Mais sans jamais en apporter le moindre élément de preuve ».
Pour La Tribune, « le documentaire français Hold-Up est truffé de fausses affirmations, notamment sur le port du masque ou l'origine du virus ».
Dans Le Figaro, Eugénie Bastié décrit : « L’incroyable succès du documentaire «Hold-up», qui met en avant des finalités délirantes ».
Le 26 novembre, les académies des sciences, de médecine, de pharmacie et des technologies publient un communiqué commun pour dénoncer la désinformation véhiculée par Hold-up. Elle estiment notamment que le documentaire est constitué d'un « bric-à-brac d'inepties » qui peut « compromettre le fondement rationnel des actions de santé publique pour le contrôle de la pandémie en cours ».
Félicien Bogaerts du média indépendant Le Biais Vert déplore le conspirationnisme du documentaire et le considère comme une « machine de dépolitisation massive » mais admet que « Hold Up pose quoi qu’on en dise des questions capitales ».

## Critiques

### Analyses

#### Universitaires
Pour Tristan Mendès France, maître de conférences à l'université de Paris, spécialiste des cultures numériques et membre de l'Observatoire du conspirationnisme, « c'est essentiellement un documentaire complotiste qui explique, pour faire court, qu'il y aurait une sorte de complot des élites mondiales contre le peuple français et les peuples de différents pays. Toute la tonalité du documentaire repose sur un cumul de théories complotistes — majoritairement invalidées — qui cherchent à créer une sorte de confusion dans les esprits en cherchant à remettre en cause l'expertise, les paroles d'autorité, le consensus scientifique autour de cette séquence du coronavirus ». Selon lui, Hold-up reprend « les ingrédients classiques de toutes les productions complotistes qui ont fait surface en ligne ces derniers mois » et utilise la technique du « millefeuille argumentatif » qui nécessite un long travail à démonter, alors que dans l'intervalle la vidéo aura été vue des millions de fois, et aura eu le temps de générer le doute. Hold-up mélange des personnalités connues qui « se font avoir » tel l'ancien ministre Philippe Douste-Blazy avec « des complotistes totalement délirants ».
Le sociologue Francis Chateauraynaud estime que le film « assume complètement le dévoilement d'un complot mondial. Dans le documentaire, on sélectionne des moments dans les entretiens, on passe d'un personnage à l'autre. On parle quand même d'une critique de la gestion de la pandémie, plutôt d'ailleurs en France, au début. Et puis on glisse, on glisse et on a de plus en plus d'éléments qui viennent s'accrocher. Et c'est assez typique effectivement d'une construction paranoïaque ».
Pour l'historienne Marie Peltier, ce film cherche à instiller le doute, à utiliser toutes les incohérences et contradictions dans la gestion de la crise sanitaire pour offrir une lecture trompeuse qui serait la preuve que l'on nous ment, tout en prétendant apporter la vérité. Celle-ci et la sociologue Divina Frau-Meigs accusent le film de « banaliser la parole conspirationniste ».
Pour Philippe Aldrin, professeur de sociologie politique à Sciences Po Aix, la viralité du documentaire s'explique par son utilisation des techniques classiques des théories du complot.
Arnaud Mercier, professeur en sciences de l'information et de la communication à l'université Panthéon-Assas affirme dans La Dépêche du Midi que « la force de ce documentaire, c'est d'être une agrégation de théories du complot ».
Le politologue Clément Viktorovitch, spécialiste de la rhétorique, estime dans Clique que « Hold up parvient à assouplir notre esprit critique afin de produire notre consentement. L’objectif est de nous faire accepter des idées contestables, voire erronées, sans nous donner les moyens de nous en défendre. Et, de ce point de vue là, je pense, moi, que Hold up peut être qualifié de film manipulatoire. ».
Mathieu Alemany Oliver, professeur en comportement du consommateur et marketing, Toulouse Business School, explicite les huit personnages symboliques qui sont commun aux récits complotistes, mis en avant par Hold-up : le bénéficiaire (celui qui profite du complot), le volontaire (complice actif du complot), l’épargné (complice passif du complot), le prisonnier (complice forcé du complot), l’ignorant (subissant le complot sans le savoir, auquel le spectateur est censé s'identifier), la cible (les promoteurs et acteurs de la théorie du complot), Le collatéral (convaincu par la théorie du complot, mais non actif dans sa diffusion), l’innocent (convaincu par la théorie du complot, mais préférant s'isoler). Dans un entretien pour France 3, il estime qu'il serait dangereux de se moquer des personnes croyants en des théories du complot, car ces récits reprennent des grands mythes dans lesquels tout le monde est susceptible de se projeter un jour, notamment lorsqu'il est question de domination économique dans des pays où les inégalités peuvent être importantes et que les gouvernements ont de moins en moins de pouvoir.
Yves Citton, théoricien de la littérature, chercheur, philosophe et essayiste, estime que « Hold-Up symbolise le vacillement des discours d'autorité ».

#### Revue de presse
Mediapart relève que le documentaire comporte de nombreux « clins d’œil à la nébuleuse QAnon, en agitant le spectre d’un « gouvernement mondial », en évoquant l’« État profond » ou la « grande réinitialisation » voulue par Bill Gates et ses amis », et qu'il « se termine d’ailleurs sur la lettre à Trump de Monseigneur Vigano, ancien ambassadeur au Vatican, qui reprend la plupart des lubies des QAnon et a été à l’origine diffusée par le mystérieux « Q » ». Hold-up est par ailleurs très proche du documentaire conspirationniste américain Plandemic de Mikki Willis, sorti quelques mois plus tôt et portant sur le même sujet, et dont la première version a été initialement diffusée par les groupes proches de la mouvance QAnon.
D’après Libération, le film avance des théories conspirationnistes,.
Valeurs actuelles relève également plusieurs séquences complotistes, telle une prétendue « source de l’Agence de sûreté nucléaire » anonyme, pour qui le virus aurait été « fabriqué » et un autre intervenant accusant l’Institut Pasteur d'être à l’origine de l’épidémie.
Pour L'Humanité « ce prétendu documentaire taxé, à raison, de conspirationnisme et de diffusion de fausses informations », surfe sur le scepticisme de la gestion du gouvernement de la crise sanitaire « en de nombreux points désastreuse et autoritaire », relayée par des « groupes anti-masques, pro-Didier Raoult ou de gilets jaunes » qui en font la promotion sur les réseaux sociaux. Au moins une trentaine de fausses informations ont été recensées, mélangées à des faits véridiques, pour arriver à la conclusion « que le virus est d’invention humaine ou que la pandémie avait été préparée par les plus puissants hommes affaires et intellectuels de ce monde (Bill Gates, Jacques Attali et le Forum économique mondial) ».
Le Monde reconnaît que le récit « prospère sur plusieurs controverses bien réelles autour de la pandémie », mais explique qu'il « multiplie les affirmations approximatives, voire complètement fausses », dont la remise en cause hâtive du confinement, l’accusation infondée contre le docteur Fauci sur l’hydroxychloroquine et le SRAS, un imaginaire pic de mortalité après le « LancetGate », l’intox du Rivotril et de l’euthanasie des personnes âgées, l’exemple enjolivé de la Suède, une fausse information sur des « camps d’internement » Covid au Canada, et un prétendu test pour détecter le Covid-19 dès 2015.
Le journaliste spécialiste des théories du complot Thomas Huchon estime que Hold-Up « joue sur les émotions et la peur – et non pas sur la réflexion et sur des faits concrets –, donc on va réfléchir avec émotion ».
Selon Rudy Reichstadt, politologue fondateur de Conspiracy Watch, Hold-Up n'est « ni une enquête, ni un documentaire (...) il ne faut pas faire le cadeau aux complotistes de prendre trop au sérieux leurs arguments ».
Dans l'hebdomadaire Marianne, Natacha Polony explique les voies du complotisme dès lors que des questions légitimes sont interdites, alors que la sémiologue Élodie Mielczareck affirme quant à elle qu'accoler l'étiquette du complotisme au docufiction Hold-Up contribue à favoriser son audience.
Slate tente d'analyser pourquoi « les médias traditionnels ont tant de mal à contrer ce type de théorie du complot. C'est une histoire de désamour, de quête de sens et de perte de confiance ».

### Sur les intervenants
Le collectif Fédération Covid-19, qui lutte contre la désinformation à propos de la pandémie, ainsi que plusieurs journaux soulignent que beaucoup des personnes interrogées sont controversées, comme :
- Christian Perronne, démis de ses fonctions de président du conseil scientifique de la Fédération française contre les Maladies vectorielles à tiques à cause de thèses complotistes sur l’épidémie[48], et défenseur de l'idée selon laquelle la maladie de Lyme serait la création artificielle d'un savant nazi émigré aux États-Unis[114] ;
- Michael Levitt, qui annonçait « en février 2020 que l’épidémie était terminée alors que la Chine avait déjà plus de 2 660 morts » ;
- Martine Wonner, qui affirme que le masque est inutile contrairement aux recommandations de l’OMS et le consensus scientifique[115] ;
- Xavier Azalbert, qui après avoir racheté le journal France-Soir, en a licencié de nombreux journalistes pour en faire un site orienté[116], site par ailleurs accusé de diffuser de nombreuses fausses informations[78],[117],[118],[119] ;
- Jean-Bernard Fourtillan, pharmacien anti-vaccin qui affirme avoir trouvé un remède contre la maladie d'Alzheimer[120],[121] ; arrêté en décembre 2020, selon Midi libre pour, entre autres, « avoir donné des traitements expérimentaux à des malades souffrants de la maladie d'Alzheimer ou de Parkinson » et « avoir exercé illégalement la profession de médecin ou de pharmacien », il est ensuite interné en hôpital psychiatrique le 10 décembre 2020[122],[123].
- Édouard Broussalian, homéopathe qui prétend avoir soigné le choléra en Haïti grâce à l’homéopathie[124].
- Nadine Touzeau, qui se présente comme « profileuse », a été condamnée pour escroquerie en 2014[125].

Le pharmacien militant antivaccin Serge Rader, proche de l'extrême-droite, « conseiller santé » de Nicolas Dupont-Aignan et défenseur de l'hydroxychloroquine, est lui-même décédé le 22 mai 2021, à la suite d’une hospitalisation en réanimation après avoir contracté la covid-19. Ses proches indiquent que son décès n’est pas directement attribué à la maladie : « il était guéri mais il est ensuite décédé d’un arrêt cardiaque quelques jours plus tard »,.

### Musique
Les compositeurs, principalement Thibault Savail, mais aussi Anne-Sophie Versnaeyen, Gabriel Saban, Philippe Briand, Dany Plaud et Sylvain Legeai ont participé à la bande originale de ce documentaire.
De nombreux journalistes ont noté que la musique de ce documentaire est exagérément angoissante,,. Pour Rudy Reichstadt, avec les effets d'image, une telle musique « permet de jouer sur les émotions. À travers un texte, c'est plus difficile ». Pour Thomas C. Durand, c'est « une musique « hollywoodienne » qui nous susurre ce qu'on est censé éprouver ». 
Dans une étude lexicométrique et acoustique du documentaire, Damien Liccia et Jean-Baptiste Delhomme, chercheurs de l'Observatoire stratégique de l’information, ont démontré que la musique était utilisée, par les auteurs du documentaire, au service d'un narratif spécifique. Sur la base d'une analyse de données et d'une modélisation de l'intensité sonore du documentaire, les auteurs de cette étude ont mis en avant le fait que la deuxième partie du documentaire, celle qui aborde les enjeux liés aux vaccins, à la manipulation de l'opinion ou encore à la dématérialisation de l'argent, donnait une place davantage importante à la musique, que la première partie.

### Faiblesse argumentative de Pierre Barnérias face aux contradicteurs
Christian Lehmann, médecin et écrivain, est invité le 23 novembre par la chaîne W9 pour débattre à propos du complotisme et de Hold-up avec Rudy Reichstadt (de Conspiracy Watch), et avec une partie de l'équipe du documentaire, Pierre Barnérias et Astrid Stuckelberger. Christian Lehmann raconte dans le Libération du 7 décembre 2020 cette confrontation. Il qualifie Hold-up de « documenteur », estimant qu'il constitue « une insulte aux soignants qui se dévouent au chevet des patients, il ne pose pas les bonnes questions, il les écarte, il invente une réalité, et masque les responsabilités ». Pierre Barnérias semble très fuyant pendant cet échange, et répète qu'il « n’est pas un scientifique ».
En septembre 2021, Barnérias assume son documentaire et les propos tenus, tout en précisant « Je ne vais pas vérifier mot pour mot si effectivement tout ce qu'ils disent… parce que personne ne le fait ».

## Vérification des faits
Plusieurs services de vérification des faits ont entrepris de démystifier les affirmations délayées dans le documentaire,. Ils affirment que les auteurs du documentaire visent le partage rapide et viral sur Internet, car vérifier son contenu prendra des heures de travail, et de telles publications arriveraient trop tard.

### Prétendue inutilité du confinement

#### Au sujet de la France
Le Monde remarque une mauvaise compréhension des données utilisées dans le documentaire pour appuyer le propos du narrateur pour le cas de la France. Le documentaire met en doute l'utilité du confinement en remarquant un pic de mortalité par jour pendant la période du confinement. Cela s'explique par le décalage temporel dû à la période d'incubation du virus. Le journal remarque une chute du taux de reproduction du virus de 3 à 0,7 pendant le confinement.

#### Au sujet de la Suède
Dans une logique argumentative anti-confinement, le documentaire avance le cas de la Suède. Le pays n'a jamais été confiné, et comptait pourtant 115 morts par jour au plus fort de la crise à mi-avril, contre 1 483 en France. L'Agence France-Presse remarque cependant que, rapporté à la population des deux pays, les taux de mortalité sont proches malgré une densité de population près de cinq fois plus faible en Suède. Le Portugal, qui possède une population comparable à la Suède et qui a mis en place un confinement strict au printemps, a un taux de mortalité inférieur de deux fois à celui de la Suède. La Finlande et la Norvège, qui sont voisins de la Suède, ont confiné et ont eu environ 10 fois moins de morts que la Suède,. Par ailleurs, TV5 Monde estime non scientifique de comparer la Suède et la France, ces deux pays n'ayant pas la même culture : les Suédois sont moins « tactiles » et leur « discipline individuelle sur l'hygiène » est « bien plus importante ».
Le journal Libération remarque que si toute la première vague est prise en compte, « la Suède comptait, en cumulé, davantage de morts que la France : au 18 juin, elle enregistrait ainsi 494 morts par million d’habitants, contre 442 par million d’habitants pour la France ». En plus de cela, dire que la Suède n'a pas connu de confinement serait aller « un peu vite en besogne » car si la Suède n'a effectivement pas connu de confinement strict, les autorités ont fermé les lycées et les universités et ont interdit les visites dans les maisons de retraite et les rassemblements de plus de cinquante personnes.

#### Nombre de cas prétendument surestimé en France à cause de «faux positifs»
Le film affirme, au travers d'une intervention du youtubeur conspirationniste Silvano Trotta, que la France utilise un protocole de test qui crée de très nombreux faux positifs. Libération démontre que cette affirmation, fausse, repose sur une erreur de compréhension de la technique PCR et sur le détournement fallacieux des propos d'un médecin dans un reportage de la chaîne 8 Mont-Blanc,.

### Pic de mortalité supposé après le «LancetGate»
Le documentaire affirme qu'un pic de mortalité a eu lieu après que The Lancet a publié un article, ensuite rétracté, mettant en cause l'efficacité de l'hydroxychloroquine comme traitement contre la covid-19, en citant Christian Perronne. Ce dernier a en effet déclaré : « on a vu un pic de mortalité pendant deux-trois semaines qui était l’effet Lancet, puisque les gens avaient arrêté de prescrire [de l'hydroxychloroquine] ». Le Monde ne remarque cependant aucun pic de mortalité dans les semaines qui suivent la publication du Lancet dans les pays qui utilisaient la chloroquine. Les données sont confirmées par l'AFP.

### Manipulation de l'information sur les«camps d'internement»canadiens
Le Monde souligne l'utilisation d'une fausse information sur des prétendus camps d'internement au Canada. Le documentaire montre Randy Hillier (en), député canadien, demander : « Où ces camps seront-ils construits ? Combien de personnes seront-elles détenues ? Et pour quelles raisons ces personnes seraient-elles gardées dans des camps d’isolement ? ». Le débat traitait des « centres », c'est-à-dire généralement des chambres d'hôtel mises à disposition des personnes qui entrent sur le territoire canadien et n’ont pas d’autre endroit où effectuer leur isolement obligatoire de quatorze jours à leur arrivée sur le territoire.

### Prétendu test anti-Covid breveté en 2015
Le documentaire avance que la Covid aurait été connue par un groupe d'initiés dès 2015. L'ancien professeur de chimie Jean-Bernard Fourtillan, par ailleurs mis en cause dans une affaire d’essais cliniques douteux,, met en avant un prétendu brevet d'un test anti-Covid déposé dès 2015. Si le brevet, déposé par Richard A. Rothschild aux États-Unis le 13 octobre 2015, existe bien, l'historique du brevet permet de découvrir que la mention de Covid dans le brevet ne s'est faite qu'après une mise à jour du brevet en date du 17 mai 2020, appelée « System and Method for Testing for COVID-19 ». Le brevet initial ne faisait pas de mention d'un quelconque coronavirus.

### Prétendue manipulation intentionnelle du virus
Le documentaire affirme que les virus issus du monde animal se transmettent rarement d'homme à homme. Or, de nombreux exemples prouvent le contraire (HIV, Ebola, et d'autres coronavirus). Hold-up laisse entendre que le virus a été manipulé intentionnellement en laboratoire. Rien ne vient pourtant le prouver lorsque le documentaire a été réalisé,.

### Prétendue inutilité du port du masque et refus de l'OMS d'appeler à les porter
Une intervenante, Astrid Stuckelberger, présentée comme docteur en médecine, affirme que « L’OMS ne dit pas que tout le monde doit mettre un masque ». C'est une fausse information selon plusieurs médias qui ont vérifié les faits, l'OMS préconisant le port du masque en complément d'autres gestes barrières très tôt durant dans l'épidémie. En juin 2020, l'OMS a même précisé qu'en raison «d’un faisceau croissant d’observations sur le port du masque par le grand public [notamment basées sur] la difficulté de respecter la distanciation physique dans de nombreux contextes», elle conseillait désormais aux autorités « d’encourager le port du masque par le grand public dans des situations et lieux particuliers, dans le cadre d’une approche globale de lutte contre la transmission du SARS-CoV-2 ».
Dans le film, Claude Veres, une dermatologue, déclare que les masques chirurgicaux « ne sont pas très protecteurs » et que les masques en coton sont des « nids à microbes en quelques heures », « deux théories déjà contredites par des experts à l'AFP » selon l'hebdomadaire Le Point. « Selon plusieurs experts interrogés depuis mars », « les masques chirurgicaux permettent de limiter la diffusion du virus, surtout en protégeant les autres de nos propres postillons », et selon de nombreux spécialistes, « les masques dits « grand public » [ne sont] pas dangereux pour la santé, quand ils [sont] portés correctement »,,.

### «Délation rémunérée»des médecins
Le documentaire soutient que l'État a incité les médecins à signaler les cas contacts de leurs patients, et apporte une « preuve » en montrant une capture d'écran d'un article du service de vérification des faits CheckNews de Libération. Ainsi, en mai, plusieurs sources indiquaient que les médecins généralistes gagneraient 2 € pour chaque cas contact supplémentaire, ainsi que 4 € si le médecin trouvait d'autres coordonnées, tels que le numéro de sécurité sociale ou l'adresse de courriel, et qu'il les transmettait à l'assurance maladie. L'article de CheckNews explique cependant autre chose que ce que le documentaire affirme, car si la piste a été explorée pendant un temps par le gouvernement, elle a rapidement été abandonnée. L'article titrait : « Finalement, les médecins ne bénéficieront pas d’une prime au signalement des cas contacts ». Seule la première partie de la disposition, qui prévoyait que la consultation d'un patient atteint du Covid serait majorée de 30 € à 55 €, est retenue, dans le cadre d'une majoration de type MIS, qui est, dans la nomenclature des majorations médicales françaises, une majoration pour information initiale,,.

### Interdiction par l'OMS d'autopsier les morts du Covid
L’endocrinologue et gynécologue Violaine Guérin dit qu'« Il faut réaliser qu’on a interdit les autopsies ». Interrogée par le narrateur, elle répond que cela est dû à une « instruction de l’OMS, etc. ». L'OMS ne s'est pourtant jamais opposée aux autopsies. En réalité, dès mars 2020, l'OMS a publié un document de travail portant sur les mesures de sécurité pour que les médecins en charge de l'autopsie ne soient pas contaminés. Le document écrit que « s’il est pris la décision d’autopsier un corps présumé ou confirmé infecté par le virus du Covid-19, les établissements de santé doivent vérifier que des mesures de sécurité sont en place pour protéger les personnes qui pratiqueront l’autopsie »,.

### «Euthanasie»par Rivotril
Selon le documentaire, l’État aurait organisé l'euthanasie des personnes âgées en facilitant par décret l'accès au Rivotril, qui est un sédatif utilisé en soins palliatifs. Un décret a bien été pris à la fin du mois de mars 2020 afin de faciliter la dispensation de la molécule. Cela avait pour but de pallier la pénurie de midazolam, pour laquelle les hôpitaux craignaient une érosion des stocks,,. La molécule est utilisée pour endormir les patients en réanimation et en soins palliatifs, ainsi que pour adoucir la fin de vie des malades.

### Conspiration mondiale pour un«great reset»(grande réinitialisation)
Le documentaire déforme un programme du Forum économique mondial de Davos, qui cherche à sauver le capitalisme tout en souhaitant redéfinir les bases économiques et environnementales une fois la crise du Covid passée, « construisant conjointement et de manière urgente les bases de notre système économique et social pour un avenir plus juste, plus durable et plus résistant ». Hold-up estime que « ce complot aurait pour objectif d’éliminer une partie de la société (les plus pauvres) et d’asseoir le contrôle de ces élites, notamment via le déploiement de la 5G », mais aucune preuve à ce sujet n'étant apportée.

### Brevet de 2015 par l'Institut Pasteur
Jean-Bernard Fourtillan, un ancien pharmacien, parle d'un brevet déposé en 2015 pour détecter le COVID-19 et de la croyance que le virus aurait été fabriqué par l'institut Pasteur. Ces deux affirmations ont été définies comme mensongères, le brevet de 2015 ayant été actualisé en 2020 pour adapter une ancienne technologie, et le brevet de l'institut Pasteur de 2004 « porte sur le code génétique d'un virus cousin mais différent du SARS-CoV-2 ». Une condamnation pour diffamation a été prononcée en novembre à ce sujet.
Le 23 novembre, l'institut Pasteur annonce qu'il va porter plainte pour diffamation contre les réalisateurs de Hold-Up,,.

### Prétendue vaccination contre la polio de la fondation Gates qui aurait paralysé400 000 Indiens
Hold-up affirme que « l'avocat Bob Kennedy a aujourd'hui 400 000 dossiers d'enfants handicapés suite à des vaccins en Inde un peu rapides ». Lors de la campagne de vaccination de la Fondation Bill-et-Melinda-Gates contre la poliomyélite, « l'organisation a répertorié seulement 17 cas officiels de polio causés par des virus dérivés d'une souche vaccinale en Inde entre 2000 et 2017 ». Plus aucun cas d'infection par souche sauvage n'a été recensé en Inde depuis 2011, grâce aux campagnes de vaccination massive, alors que le pays était « longtemps considérée comme le plus grand réservoir de poliomyélite au monde ».

## Biais cognitifs mobilisés dans le documentaire
Certains journalistes ont pu réaliser un travail concernant les biais cognitifs que l'on peut trouver dans ce documentaire.

### Biais de confirmation
Il s'agit d'une tendance à rechercher et à considérer uniquement les informations confirmant ses croyances préconçues, tout en ignorant ou en sous-estimant l'importance des informations contradictoires.
De nombreux journaux pointent la récurrence de ce biais dans ce reportage ; qu'il s'agisse de TV5 Monde, Télérama, ou l'Obs.

### Mille-feuille argumentatif
Cette méthode est assez commune dans les documentaires orientés. Comme ces derniers, Hold-up assène de nombreux arguments sans prendre le temps de les vérifier ni laisser au spectateur le temps de les analyser. Le professeur Mathieu Alemany-Oliver, professeur à la Toulouse Business School et spécialiste des théories du complot, dénonce la technique de la « surcharge cognitive et affective », qu'il y voit à l'œuvre.

## Autres techniques de manipulation

### Troncation et manipulation d'interviews
Une interview extraite d'un reportage de la chaîne 8 Mont-Blanc a été utilisée de manière tronquée : Hold-up cite quelques secondes d'une interview qui durait trois minutes, afin de faire tenir à un scientifique des propos qui n'ont rien à voir avec ce qu'il voulait dire. Pierre Boucaud, PDG de la chaîne, et Fanette Debuisson, rédactrice en chef, s’indignent que leur travail soit utilisé pour produire des fausses informations.
Ces interviews ont été citées dans le documentaire sans autorisation de leurs ayants droit.

## Suites
En novembre 2021, la suite de ce documentaire, dénommée Hold on : Primum Nocere, attaque cette fois-ci la politique vaccinale contre la Covid-19.
En avril 2022, la suite et fin de cette trilogie sort sous le nom de Hold Out.